# Carla de Jonge

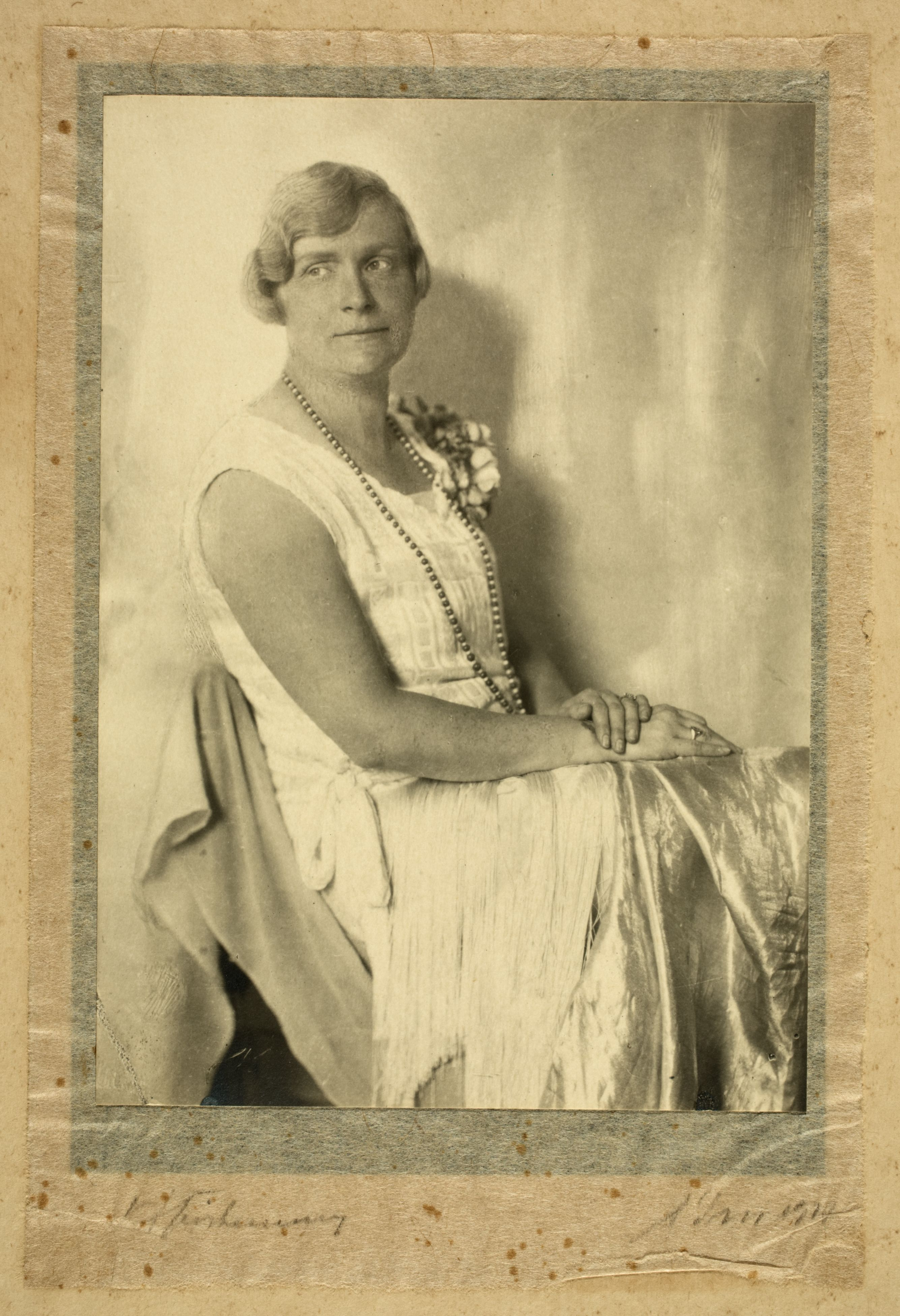
Carla de Jonge, circa 1920

Jkvr. Caroline Henriette ‘Carla’ de Jonge (Dordrecht,  23 maart 1886 – Den Haag, 12 juni 1972) was een Nederlands kunsthistoricus en museumdirecteur. Zij was vanaf 1921 verbonden aan het Centraal Museum in Utrecht, waarvan ze in 1941 directeur werd. Zij heeft een belangrijke rol gespeeld bij de ontwikkeling van het Centraal Museum en de uitbouw van de collectie. Haar specialismen waren mode- en kostuumgeschiedenis, en Nederlandse tegels en aardewerk. Op beide terreinen was ze internationaal bekend als deskundige.

## Jeugd en opleiding
Jonkvrouwe Carla de Jonge stamde uit een adellijke familie. Zij was de dochter van jhr. mr. Willem Adriaan  de Jonge (1847-1890), officier van justitie en griffier, en jkvr. Wilhelmine Naletta van Rappard (1854-1918). Zij bracht haar jeugd door in Zierikzee en Den Haag. Zij studeerde van 1904 tot 1912 Nederlandse letteren aan de Universiteit Leiden. Haar belangstelling lag bij kunstgeschiedenis, maar dat was toentertijd nog geen hoofdvak. 
Na haar afstuderen werd ze aan de Universiteit Utrecht assistent van professor Willem Vogelsang, de eerste Nederlandse hoogleraar kunstgeschiedenis. Vogelsang doceerde onder andere over de geschiedenis van het mannenkostuum. De Jonge diepte dit thema verder uit in haar proefschrift  Bijdrage tot de kennis van de Noord-Nederlandsche costuumgeschiedenis in de eerste helft van de zestiende eeuw. Deel I: het mannencostuum (1916).

## Conservator en museumdirecteur
In 1917 ging De Jonge werken bij de gemeente Utrecht. Zij hield zich vooral bezig met de stedelijke museumcollectie. Deze was toen nog onderdeel van het gemeentelijk archief en gehuisvest op verschillende locaties in de stad. In 1921 werd voor de gehele collectie in het voormalige Agnietenklooster het nieuwe Centraal Museum geopend. De Jonge werd er conservator. Zij was verantwoordelijk voor inventarisatie en catalogisering, en voor het uitbreiden van de collectie tot een volwaardig museum voor kunst en kunstnijverheid. Als conservator slaagde ze er in de periode 1921-1938 in om 27 werken toe te voegen, waaronder het Lokhorst-triptiek van Jan van Scorel. De Jonge besteedde ook aandacht aan Utrechtse kunstenaars die op dat moment nog relatief onbekend waren, zoals de zilversmid Adam van Vianen en de schilder Paulus Moreelse. Zij had minder belangstelling voor moderne kunst. Zij verzamelde voor het museum ook historische kledingstukken en accessoires en legde de basis voor een internationaal relevante modecollectie. Anders dan bij de kunstcollectie had ze hier wel aandacht voor hedendaagse mode.
In 1941 werd De Jonge benoemd tot directeur van het Centraal Museum. Zij zou die functie houden tot haar pensionering in 1951. Zij was de derde vrouw die directeur werd van een Nederlands museum, na Clara Engelen in Zutphen en Ida Peelen in Delft. Zij organiseerde regelmatig thema-tentoonstellingen in het museum, wat in die tijd nog niet gebruikelijk was. Ook was ze een pionier in de ontwikkeling van samenwerking met scholen. Tijdens de oorlog kreeg De Jonge te maken met pogingen van de Duitse bezetter en NSB-burgemeester Van Ravenswaay om meer invloed te krijgen in het museum. Zij bleef haar werk doen tot het museum in 1944 moest sluiten. Hoewel er nooit enige sprake is geweest van collaboratie, kwam dit haar later wel op kritiek te staan.
De Jonge speelde een prominente rol in de stad Utrecht en in de Nederlandse  kunst- en museumwereld, ook door haar vele nevenfuncties en haar uitgebreide netwerk van contacten. Zij was onder andere lid van de Nederlandse Vrouwenraad.

## Kunst- en modehistoricus
Als kunsthistoricus is De Jonge vooral bekend als deskundige op het gebied van de kostuumgeschiedenis. Zij had een brede belangstelling en was ook geïnteresseerd in hedendaagse mode. In 1936 was zij nauw betrokken bij de organisatie van tentoonstelling Het costuum onzer voorouders, die in Den Haag, Amsterdam, Arnhem en Rotterdam te zien was. Deze tentoonstelling heeft een impuls gegeven aan de ontwikkeling van het vakgebied kostuumgeschiedenis in Nederland. Na haar pensionering bleef ze nog lang internationaal actief als deskundige. Haar tweede expertiseveld waren Nederlandse tegels en aardewerk. Zij publiceerde na haar  pensioen hierover twee boeken die allebei zijn vertaald.

## Publicaties (selectie)
- Bijdrage tot de kennis van de Noord-Nederlandse costuumgeschiedenis in de eerste helft van de zestiende eeuw. 1. Het mannencostuum. 1913.  Proefschrift Universiteit Utrecht.
- Holländische Möbel und Raumkunst von 1650-1780. 1922. Stuttgart : Hoffmann.
- Sieraden. 1924. Rotterdam: W.L. & J. Brusse.
- Paulus Moreelse, portret- en genreschilder te Utrecht 1571-1638. 1938. Assen: Van Gorcum, 1938;
- Jan van Scorel. 1940. Amsterdam: Becht
- Een eeuw Nederlandsche mode. 1941. Amsterdam: Querido
- Oud-Nederlandsche majolica en Delftsch aardewerk: een ontwikkelingsgeschiedenis van omstreeks 1550-1800. Met medewerkering van H.W. Mauser. 1947. Amsterdam : Scheltema en Holkema
- Delfts aardewerk. 1965. Rotterdam: Nijgh & Van Ditmar.
  - Delfter Keramik. 1969. Tübingen: Wasmuth
  - Delft ceramics. 1970. London: Pall Mall Press
- Nederlandse tegels.1971. Amsterdam: De Bussy.
  - Dutch tiles. 1971. New York: Praeger